# Hiéroglyphe égyptien D18
Pour les articles homonymes, voir Oreille (homonymie).
Le hiéroglyphe égyptien D18 (oreille) est classifiée dans la section D « Parties du corps humain » de la liste de Gardiner ; cet hiéroglyphe y est noté D18.

## Représentation
Il représente une oreille humaine. Il est translittéré msḏr.

## Utilisation
| ms | s | Dr · r | D18 |

| ms | s | Dr · r | D18 |